# فيكتور هوغو كاسترو
فيكتور هوغو كاسترو (بالإسبانية: Victor Hugo Castro) (مواليد 21 يوليو 1975) هو ملاكم أرجنتيني، مثّل بلاده في الألعاب الأولمبية الصيفية 2000.

## روابط خارجية
فيكتور هوغو كاسترو على موقع بوكس ريك (الإنجليزية) (registration required)
- فيكتور هوغو كاسترو على موقع أوليمبيديا (الإنجليزية)